# Пиляки (гора)
Пиляки (крим. Pilâki) — гора в Криму на південних відрогах Ай-Петринської яйли. Висота 850 м. Гора Пиляки — пам'ятник природи з 1964 року на північний схід від скелі Іфігенія.

## Загальний опис
Над Ліменською долиною простягається хребет вулканічного походження, що опускається в сторону Сімеїзу, і має три вершини: верхня Пиляки (850 м над рівнем моря, це південний відріг Ай-Петринскої яйли), середня Ізмолос (Верблюд) і нижня Хир (Кир, кримськотатарською «Qır» — височина, з однойменною вершиною висотою 657 метрів).
Біля їх підніжжя, де вершини з'єднуються одга з одною виявлена стоянка древньої людини епохи неоліту.
Гора Пиляки розташована на північний захід від селища Голуба Затока, трохи вище старого шосе Ялта-Севастополь.
Гора Пиляки — згаслий вулкан середньоюрського періоду. Вона займає площу в 4 квадратних кілометри. У гірських породах представлені застиглі мільйони років тому вулканічні лавові потоки.
У цьому гірському масиві поширені вулканічні туфи і спілітові брекчії, вивітрювання яких спричинило в багатьох місцях химерні утворення. Вершина гори складена потужними шарами вулканічного туфу. Вона з'єднується з Ай-Петринською яйлою. Окремі оголення вулканічних порід Пиляки досягають товщини в 350 метрів.

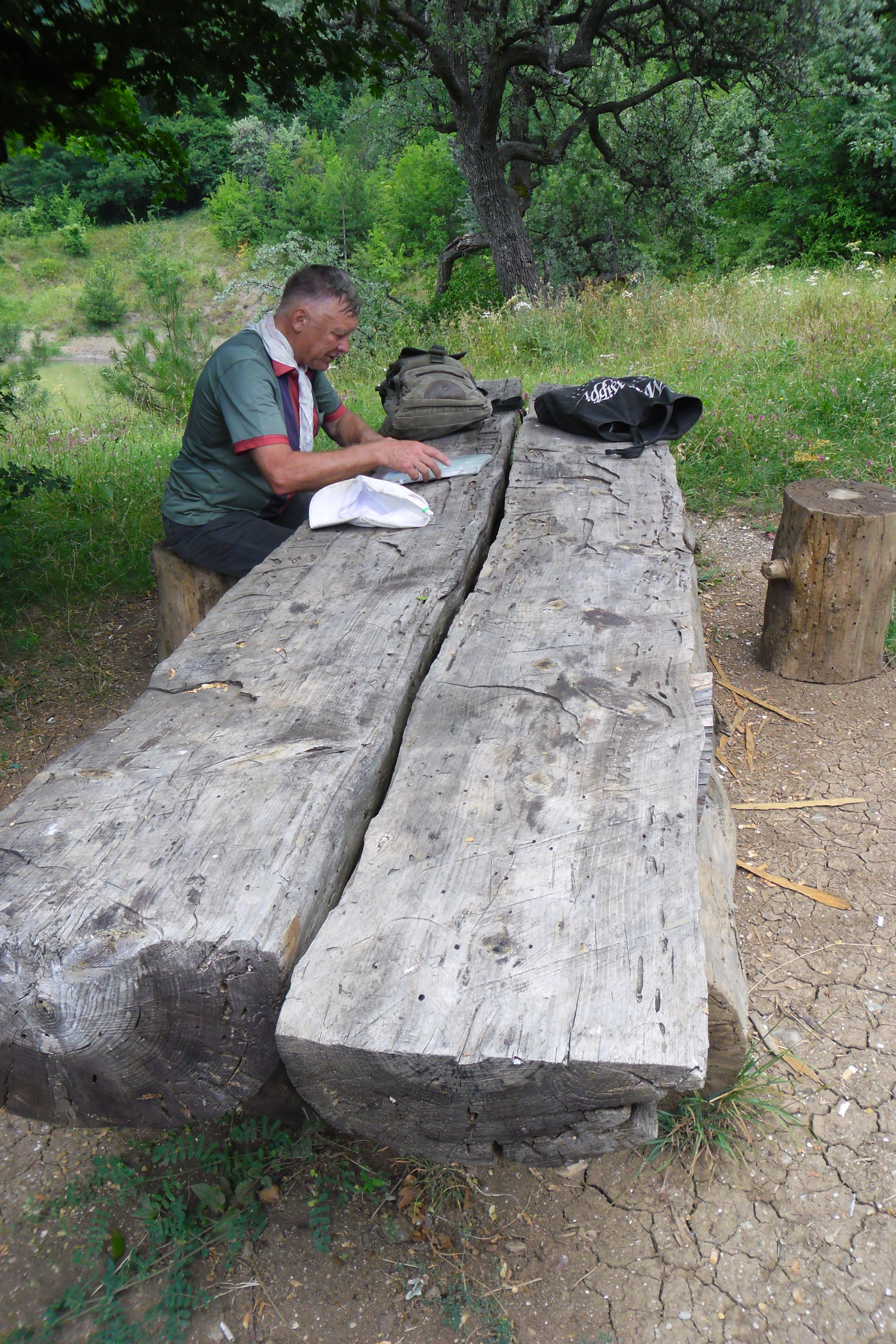
Стоянка на шляху від г. Ізмолос до г. Пиляки.
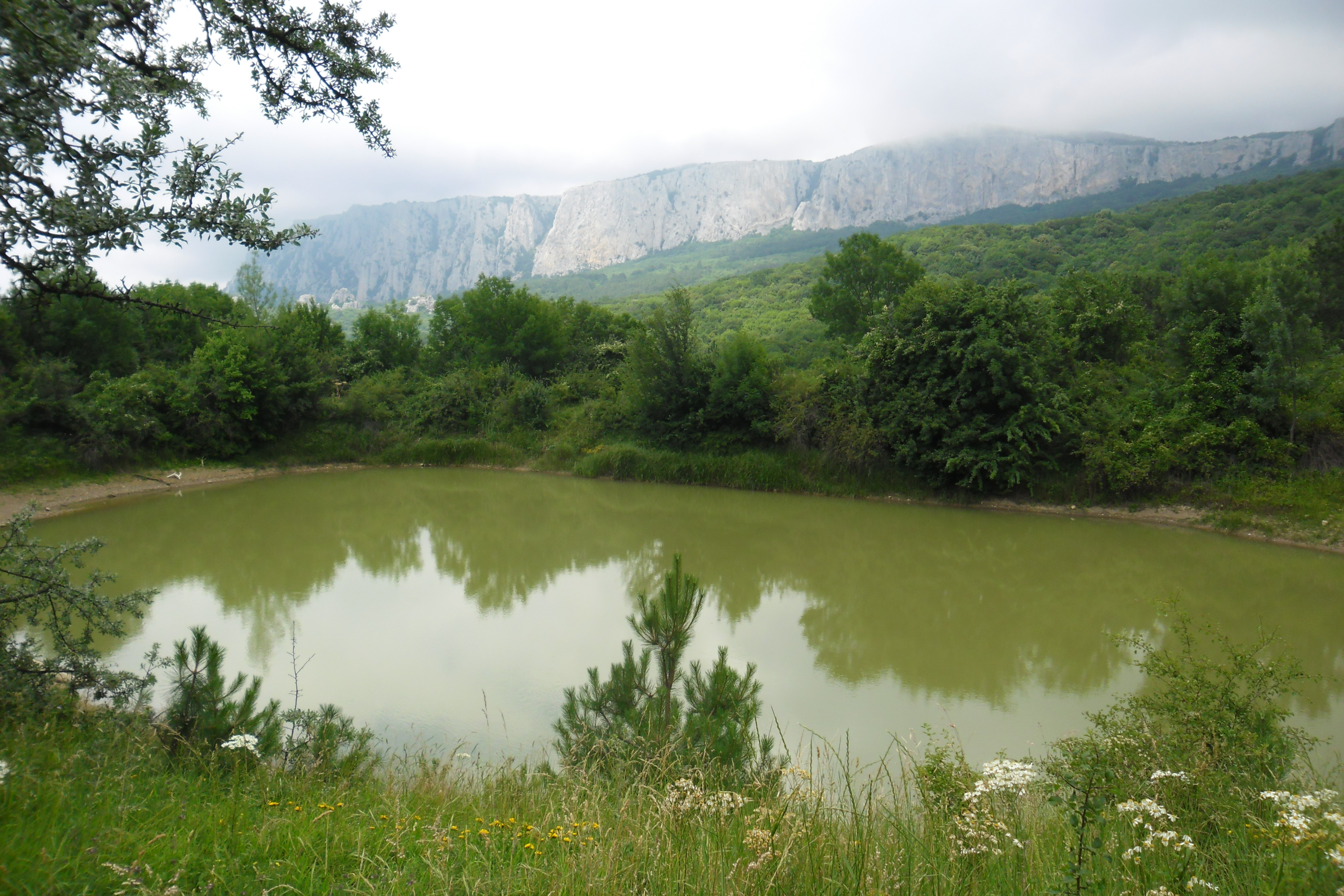
Озерце поблизу г. Пиляки. На задньому плані - г. Спіради